# Anda (köping)
Anda (kinesiska: 安达, 安达镇) är en köping och häradshuvudort i Kina. Den ligger i provinsen Heilongjiang, i den nordöstra delen av landet, omkring 120 kilometer nordväst om provinshuvudstaden Harbin. Antalet invånare är 181 271.
Runt Anda är det ganska tätbefolkat, med 134 invånare per kvadratkilometer. Anda är det största samhället i trakten. Trakten runt Anda består till största delen av jordbruksmark.
Genomsnittlig årsnederbörd är 739 millimeter. Den regnigaste månaden är juli, med i genomsnitt 211 mm nederbörd, och den torraste är januari, med 4 mm nederbörd.